# Tokarev (film)
Tokarev (Rage i USA) är en amerikansk actionthriller från 2014, regisserad av spanjoren Paco Cabezas. Nicolas Cage spelar huvudrollen och även Peter Stormare och Danny Glover är med i stora biroller. Filmen började filmas juni 2013 i Mobile, Alabama. Den hade amerikansk biopremiär 9 maj 2014 men släpptes direkt på DVD i Sverige 18 juni 2014.

## Handling
Paul Maguire och hans vänner Kane och Danny levde först ett kriminellt liv, under ledning av maffiabossen Francis O'Connell. Men sen drog de sig tillbaka från kriminaliteten och Paul har nu tonårsdottern Caitlin och är omgift med den vackra Vanessa. Men en kväll, när Paul och Vanessa är ute, kontaktas Paul av kriminalinspektör Peter St. John som berättar för honom att dottern Caitlin har kidnappats, men Caitlins kille Mike kan inte säga mer exakt vad för slags typer kidnapparna är.
Lite senare hittas Caitlin … död! När Paul får veta att Caitlin dödades av den sovjetiska automatpistolen Tokarev TT-33 börjar han misstänka att den ryska maffian, under ledning av Chernov, kan vara ute efter honom för att hämnas ett rån som han, Kane och Danny utförde för 19 år sedan. Så Paul samlar ihop Kane och Danny för att slå tillbaka mot den ryska maffian och hämnas Caitlins död, hela tiden med kriminalinspektör St. John hack i häl. Men det kommer visa sig mer och mer att det egentligen inte är exakt som det ser ut att vara.

## Rollista
- Nicolas Cage – Paul "Paulie" Maguire
- Rachel Nichols – Vanessa Maguire
- Max Ryan – Kane
- Michael McGrady – Danny Doherty
- Danny Glover – Kriminalinspektör Peter "Pete" St. John
- Peter Stormare – Francis "Frank" O'Connell
- Pasha D. Lychnikoff – Chernov
- Patrice Cols – Anton
- Weston Cage – Paul Maguire som ung
- Max Fowler – Mike
- Aubrey Peeples – Caitlin Maguire
- Jack Falahee – Evan
- Ron Goleman – Kriminalassistent Hanson
- Michael Papajohn – Vory
- Amir Zandi-Karimi – Danny Doherty som ung
- Jon Dannelley – Kane som ung
- Garrison Baugh-Tyler – Ivan
- Paul Sampson – Sasha
- Kevin Lavell Young – Oliver
- Elena Sanchez – Lisa
- Sarah Ann Schultz – Miss Russell
- Kelly Tippens – Eleanor
- Judd Lormand – Mr. White

## Mottagande
Filmen fick negativ kritik. På Rotten Tomatoes har den ett betyg på 14 %, baserat på 37 recensioner, och ett genomsnittsbetyg på 3 av 10. På Metacritic har den genomsnittsbetyget 28 av 100, baserat på 17 recensioner, vilket indikerar "mest ogynnsamma recensioner".